# Scelidotheriidae
Scelidotheriidae es una familia de perezosos terrestres extintos dentro del orden Pilosa, suborden Folivora y superfamilia Mylodontoidea, relacionada con la otra familia mielodontoide extinta, Mylodontidae, así como con la familia de los perezosos de dos dedos, Megalonychidae. 

## Taxonomía
Junto con Mylodontidae, el enigmático  Pseudoprepotherium  y los perezosos de dos dedos, los escelidotérinos forman la superfamilia Mylodontoidea.  Chubutherium  es un miembro ancestral de esta familia, y no pertenece al grupo principal de géneros estrechamente relacionados.
Familia †Scelidotheriinae Ameghino 1889
- Género †Analcitherium
- Género †Catonyx
- Género †Chubutherium
- Género †Elassotherium
- Género †Nematherium
- Género †Neonematherium
- Género †Proscelidodon
- Género †Scelidodon
- Género †Scelidotheriops
- Género †Scelidotherium
- Género †Sybillotherium
- Género †Valgipes